# Коргуев, Николай Алексеевич
Николай Алексеевич Коргуев (1829—1900) — русский писатель, военно-морской историк. Полковник по адмиралтейству.
Родился в 1829 году. Воспитывался в Первом штурманском полуэкипаже; в марте 1847 года был выпущен кондукторы Корпуса флотских штурманов. С 1850 года в офицерских чинах служил на кораблях Балтийского флота; плавал по Балтийскому, Северному и Средиземному морям.
В 1858 году перешёл в Гидрографический департамент; затем работал в Морском учёном комитете, а с 1866 года — в Морском техническом комитете. Занимался исследованиями истории русского флота совместно с Ф. Ф. Веселаго. Был сторонником идеи самостоятельного пути развития русского флота и русского военно-морского искусства, однако имел несколько идеалистическое понимание истории.
В «Кронштадтском вестнике» и «Морском сборнике» Коргуев напечатал ряд работ: «Штурманы русского военного флота» (1886), «О знаменах, гербе и суд. флаге Морского кадетского корпуса» (1899), «Русский флот в царствование императора Николая I», «Корпус чужестранных единоверцев». Подготовил и издал: «Обзор преобразований Морского кадетского корпуса с 1852 года», «Общий морской список» (IX—XII ч.; 1897—1900), «Описание дел Архива Морского министерства» (1898). Помимо этого Коргуев принимал участие в написании Русского биографического словаря Половцева.
Умер в 1900 году.